# Miss Belgio
Miss Belgio è un concorso di bellezza che si tiene annualmente in Belgio, ed è il concorso ufficiale per scegliere le rappresentanti nazionali per i concorsi Miss Universo (la vincitrice), Miss Mondo (la vincitrice o la seconda classificata) e Miss International.

## Albo d'oro

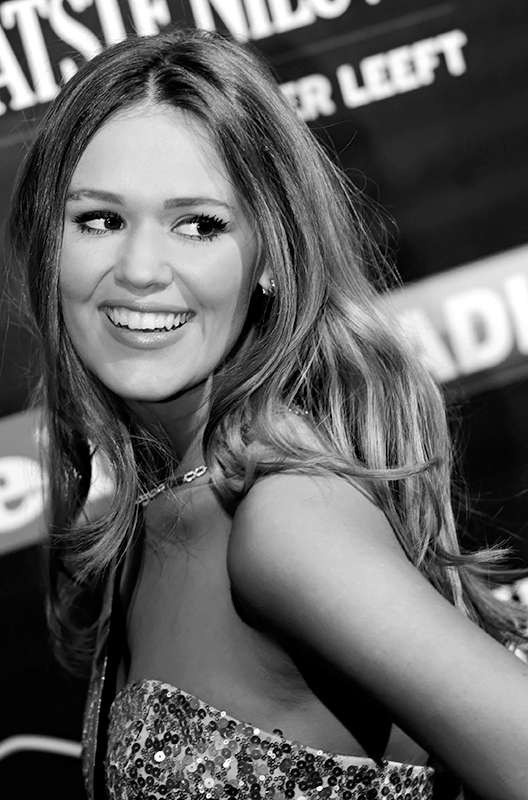
Annelies Törös, Miss Belgio 2015.

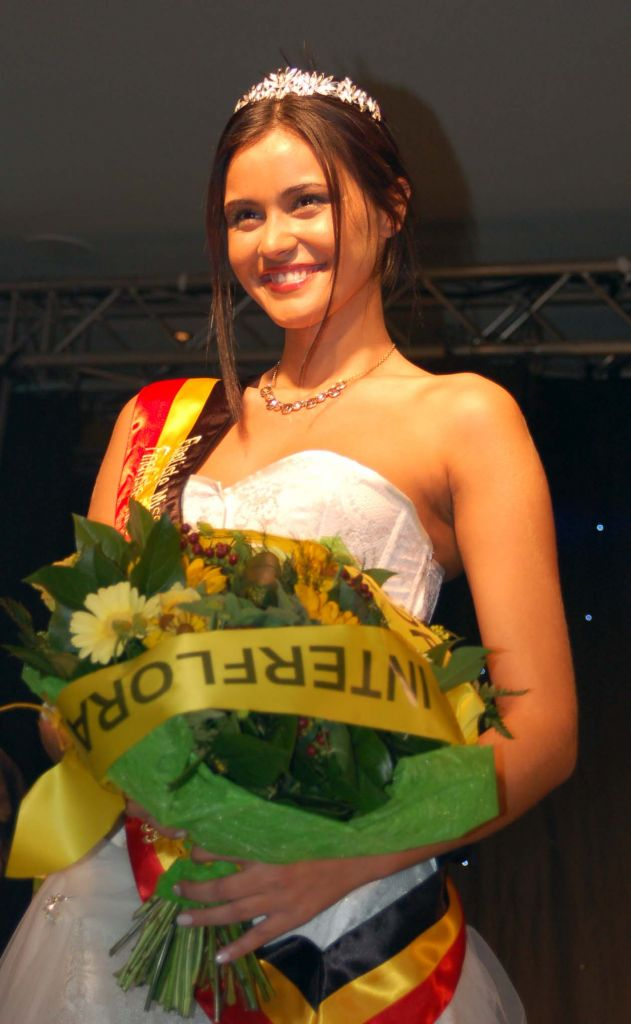
Zeynep Sever, Miss Belgio 2009.

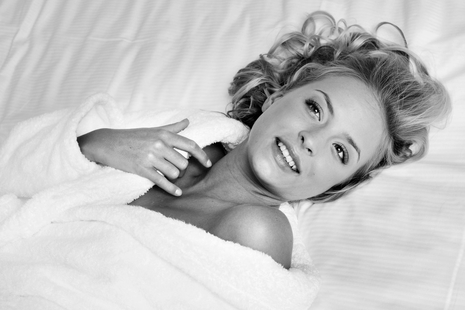
Alizée Poulicek, Miss Belgio 2008.

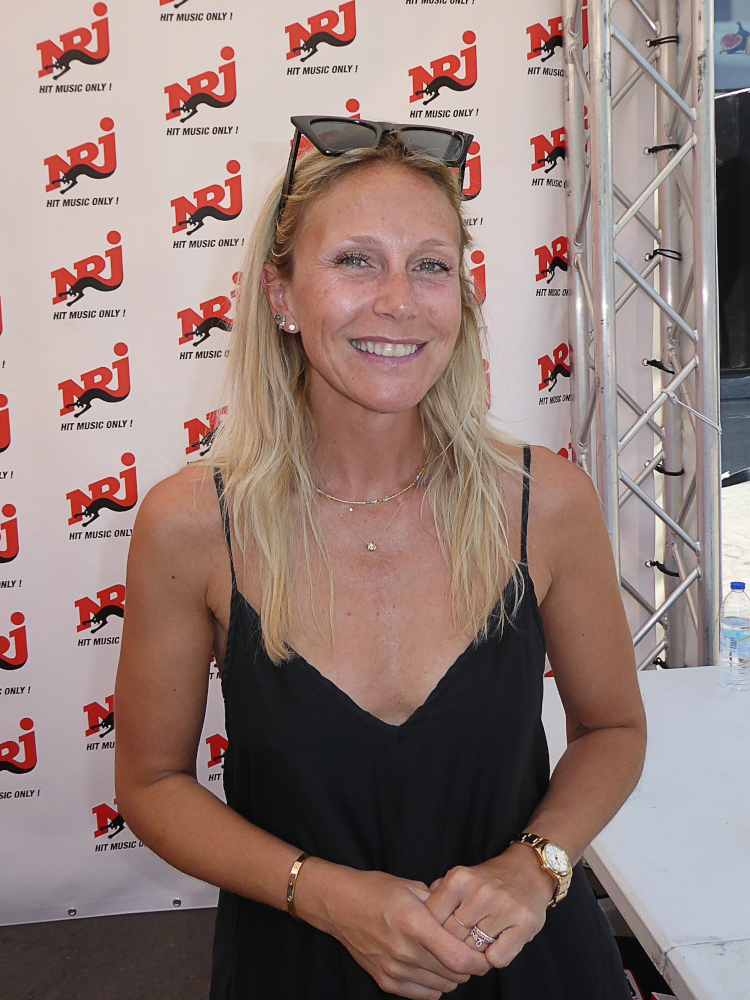
Julie Taton, Miss Belgio 2003.

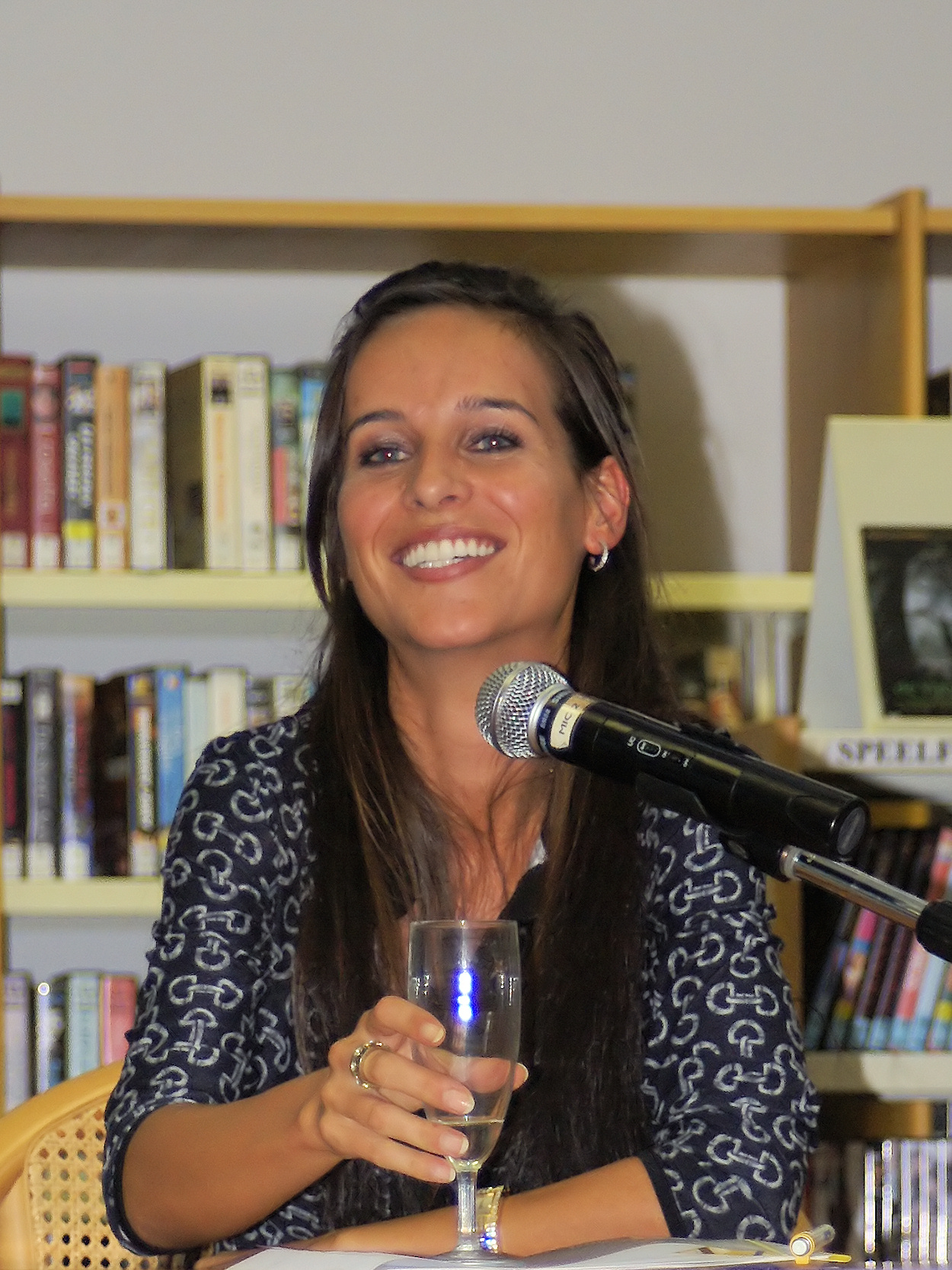
Ann Van Elsen, Miss Belgio 2002.

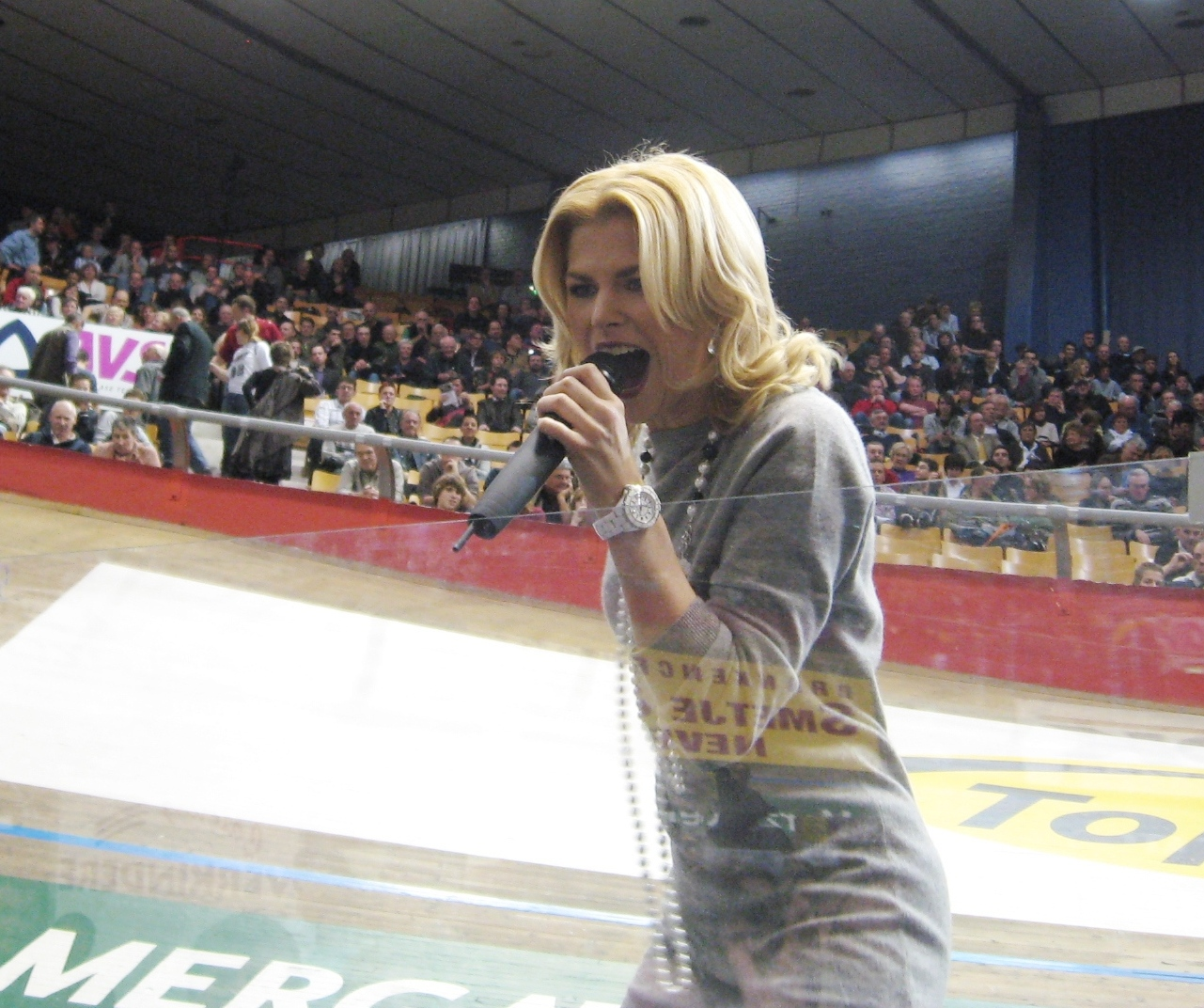
Tanja Dexters, Miss Belgio 1998.

| Anno | Miss Belgio             | Provincia                           | Note                                                           |
| ---- | ----------------------- | ----------------------------------- | -------------------------------------------------------------- |
| 1969 | Maud Alin               | Provincia dell'Hainaut              |                                                                |
| 1970 | Francine Martin         | Liegi                               |                                                                |
| 1971 | Martine De Hert         | Anversa                             |                                                                |
| 1972 | Anne-Marie Roger        | Bruxelles                           | Semifinalista a Miss Universo                                  |
| 1973 | Christiane De Visch     | Anversa                             | 4ª classificata a Miss Europa                                  |
| 1974 | Anne-Marie Sikorski     | Liegi                               |                                                                |
| 1975 | Christine Delmelle      | Liegi                               |                                                                |
| 1976 | Yvette Aelbrecht        | Bruxelles                           |                                                                |
| 1977 | Claudine Vasseur        | Bruxelles                           |                                                                |
| 1978 | Maggy Moreau            | Bruxelles                           |                                                                |
| 1979 | Christine Cailliau      | Bruxelles                           | 2ª classificata a Miss Europa 1980                             |
| 1980 | Brigitte Billen         | Limburgo                            |                                                                |
| 1981 | Dominique Van Eeckhoudt | Bruxelles                           | 5ª classificata a Miss Universo. Semifinalista a Miss Mondo    |
| 1982 | Marie-Pierre Lemaître   | Bruxelles                           |                                                                |
| 1983 | Francoise Bostoen       | Provincia delle Fiandre Occidentali | Semifinalista a Miss Mondo. 4ª classificata a Miss Europa 1984 |
| 1984 | Brigitte Muyshondt      | Anversa                             | 3ª classificata a Miss International 1978                      |
| 1985 | An Van Den Broeck       | Anversa                             |                                                                |
| 1986 | Goedele Liekens         | Provincia del Brabante Fiammingo    |                                                                |
| 1987 | Lynn Wesenbeek          | Anversa                             |                                                                |
| 1988 | Daisy Van Cauwenbergh   | Anversa                             |                                                                |
| 1989 | Anne De Baetzelier      | Provincia del Brabante Fiammingo    |                                                                |
| 1990 | Katia Alens             | Anversa                             | Semifinalista a Miss International                             |
| 1991 | Anke Vandermeersch      | Anversa                             | Top 6 a Miss Universo 1992                                     |
| 1992 | Sandra Joine            | Anversa                             |                                                                |
| 1993 | Stephanie Meire         | Fiandre Occidentali                 |                                                                |
| 1994 | Ilse De Meulemeester    | Provincia del Brabante Fiammingo    | Semifinalista a Miss Mondo                                     |
| 1995 | Véronique De Kock       | Anversa                             |                                                                |
| 1996 | Laurence Borremans      | Provincia del Brabante Vallone      | Semifinalista a Miss Mondo                                     |
| 1997 | Sandrine Corman         | Liegi                               |                                                                |
| 1998 | Tanja Dexters           | Anversa                             |                                                                |
| 1999 | Brigitta Callens        | Provincia delle Fiandre Orientali   |                                                                |
| 2000 | Joke van de Velde       | Fiandre Orientali                   |                                                                |
| 2001 | Dina Tersago            | Anversa                             |                                                                |
| 2002 | Ann Van Elsen           | Anversa                             |                                                                |
| 2003 | Julie Taton             | Namur                               |                                                                |
| 2004 | Ellen Petri             | Anversa                             |                                                                |
| 2005 | Tatiana Tavares         | Bruxelles                           |                                                                |
| 2006 | Virginie Claes          | Limburgo                            |                                                                |
| 2007 | Annelien Coorevits      | Fiandre Occidentali                 |                                                                |
| 2008 | Alizée Poulicek         | Liegi                               |                                                                |
| 2009 | Zeynep Sever            | Bruxelles                           | Top 15 a Miss Universo                                         |
| 2010 | Cilou Annys             | Fiandre Occidentali                 |                                                                |
| 2011 | Justine De Jonckheere   | Fiandre Occidentali                 |                                                                |
| 2012 | Laura Beyne             | Bruxelles                           |                                                                |
| 2013 | Noémie Happart          | Liegi                               | Top 20 a Miss Mondo                                            |
| 2014 | Laurence Langen         | Limburgo                            |                                                                |
| 2015 | Annelies Törös          | Anversa                             | Top 15 a Miss Universo                                         |
| 2016 | Lenty Frans             | Anversa                             |                                                                |
| 2017 | Romanie Schotte         | Fiandre Occidentali                 |                                                                |
| 2018 | Angeline Flor Pua       | Anversa                             | Top 30 a Miss Mondo                                            |
| 2019 | Elena Castro Suarez     | Anversa                             |                                                                |